# St. Michael (Unterhohenried)

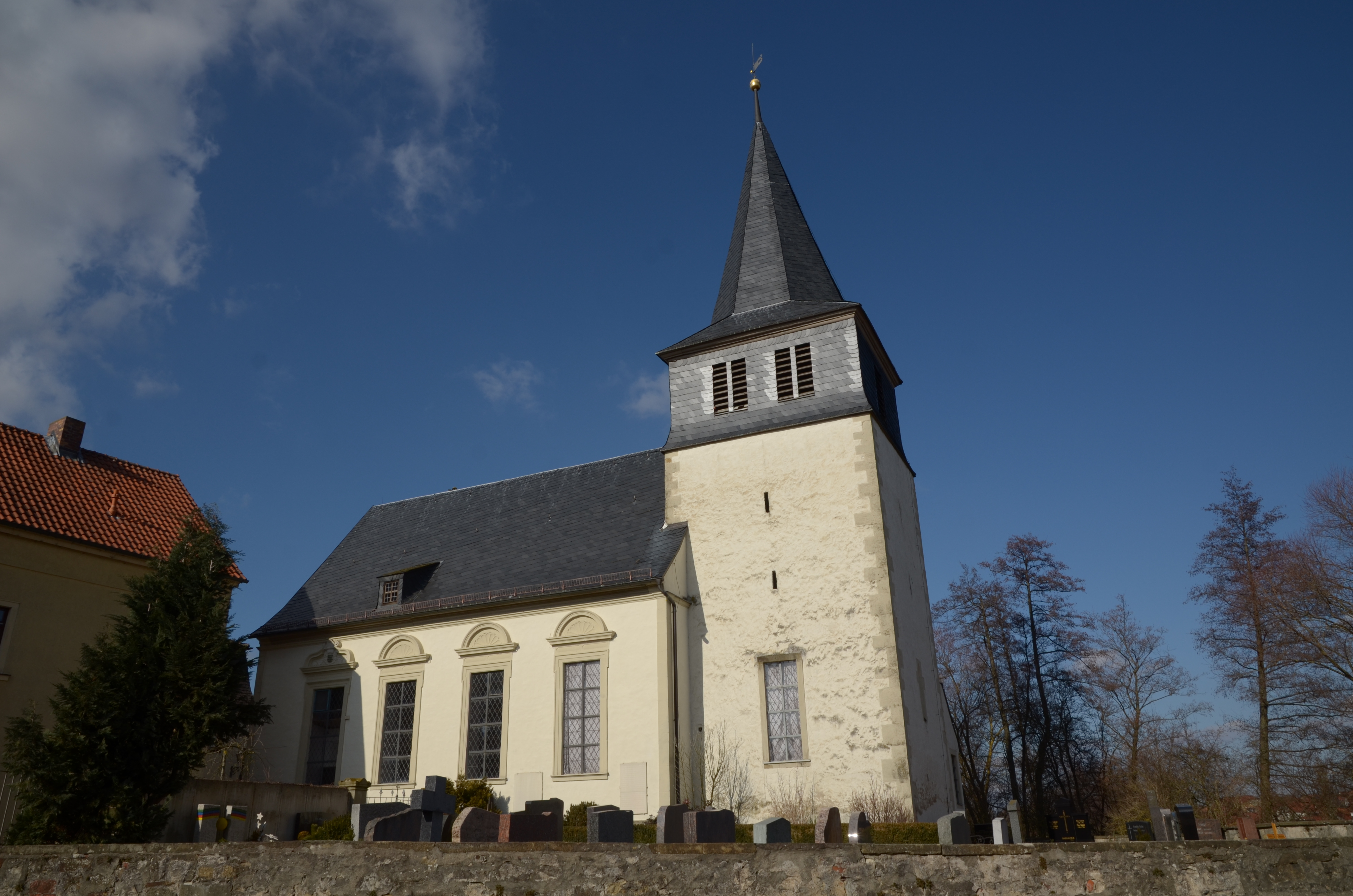
St. Michael (Unterhohenried)

Die evangelisch-lutherische Pfarrkirche St. Michael steht in Unterhohenried, einem Gemeindeteil der Kreisstadt Haßfurt im unterfränkischen Landkreis Haßberge in Bayern. Das denkmalgeschützte Bauwerk hat unten einen spätgotischen Chorturm. Die Kirchengemeinde gehört zur Pfarrei Oberhohenried im Dekanat Rügheim im Kirchenkreis Bayreuth der Evangelisch-Lutherischen Kirche in Bayern.

## Beschreibung
Der quadratische Chorturm der Saalkirche aus dem 15. Jahrhundert wurde 1706 mit einem schieferverkleideten Geschoss aufgestockt, das die Turmuhr beherbergt, und mit einem achtseitigen Knickhelm bedeckt. Das Langhaus hat vier Joche und ist mit einem Satteldach bedeckt. Seine Fenster sind mit Werksteinen geohrt. Die Orgel wurde um 1730 von Johann Rudolf Voit mit acht Registern, einem Manual und Pedal gebaut. 1964 wurde sie von Eduard Hirnschrodt umgebaut und um ein Register erweitert. Zur Kirchenausstattung gehört ein um 1500 gebauter Altar, in dessen Schrein sich Statuen von Maria, von Johannes der Täufer und von Laurentius befinden. In der Predella sind die heiligen drei Könige dargestellt.